# فدریکو سرا
فدریکو سرا (انگلیسی: Federico Serra؛ زادهٔ ۹ دسامبر ۱۹۹۷) بازیکن فوتبال اهل ایتالیا است.
از باشگاه‌هایی که در آن بازی کرده‌است می‌توان به باشگاه فوتبال کالیاری اشاره کرد.